# 보르초그
보르초그(몽골어: боорцог/ᠪᠤᡍᠣ᠊᠊ᠷ‍ᠰ‍ᠣ᠊᠊ᠬ 보르초그, 투바어: боорзак 보르자크, 키르기스어: боорсок 보르소크, 우즈베크어: boʻgʻirsoq 보히르소끄, 타타르어: бавырсак 바우으르사크, 카자흐어: бауырсақ 바우으르사끄, 바시키르어: бауырһаҡ 바우으르하끄, 타지크어: бусроқ 부스로끄, орзуқ 오르주끄, 튀르키예어·아제르바이잔어: pişi 피시[*], 투르크멘어: pişme 피시메, 피쉬메)는 몽골의 음식이다. 밀가루, 우유, 효모, 달걀, 마가린, 버터, 소금, 설탕, 지방 등으로 만든 반죽을 세모지거나 둥글게 빚어 기름에 튀겨 만든다. 시럽이나 꿀 혹은 잼 또는 치즈 아니면 차를 곁들여 후식으로 먹기도 한다.

## 사진 갤러리

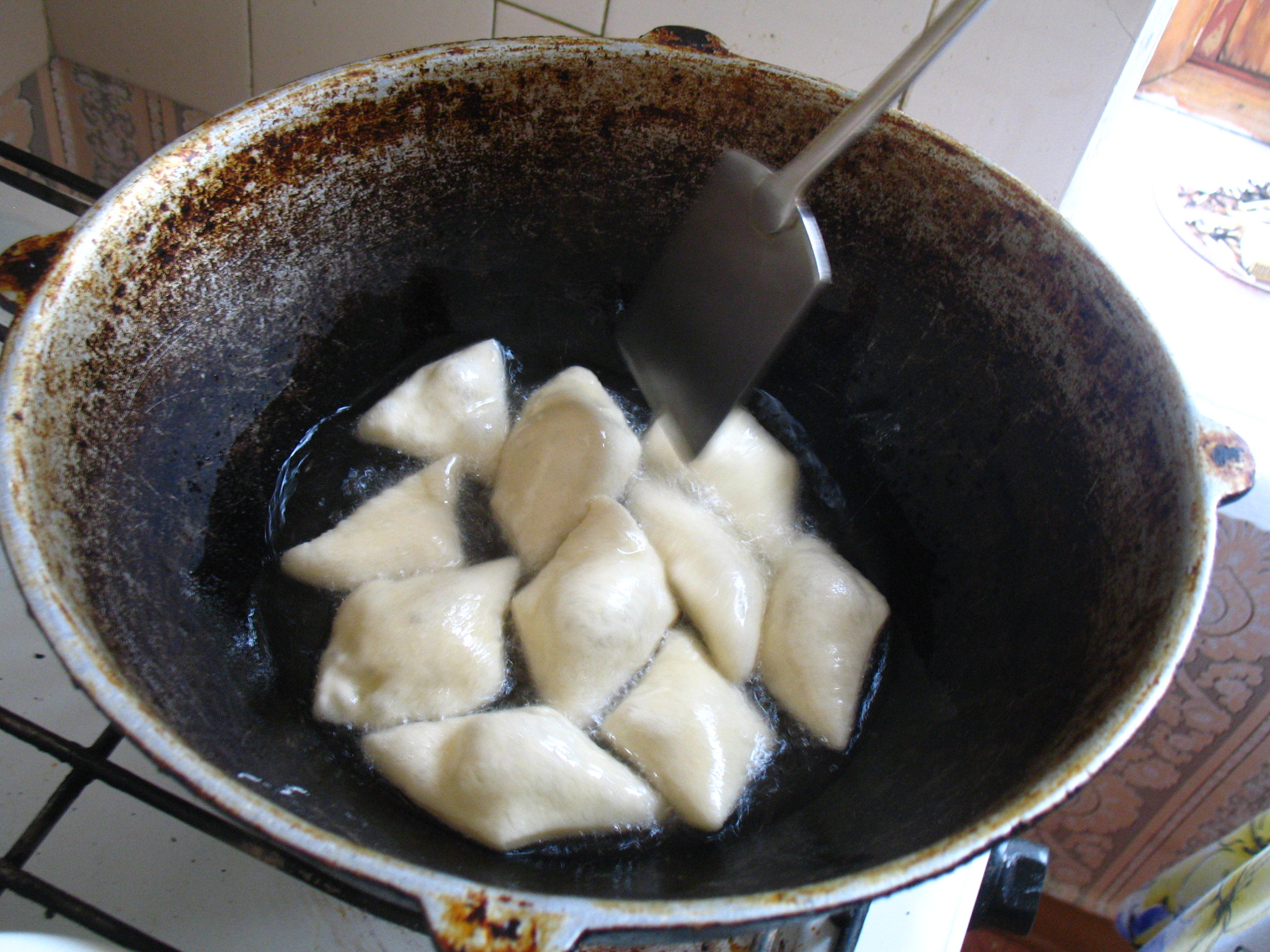
키르기스스탄의 보르소크 튀기기
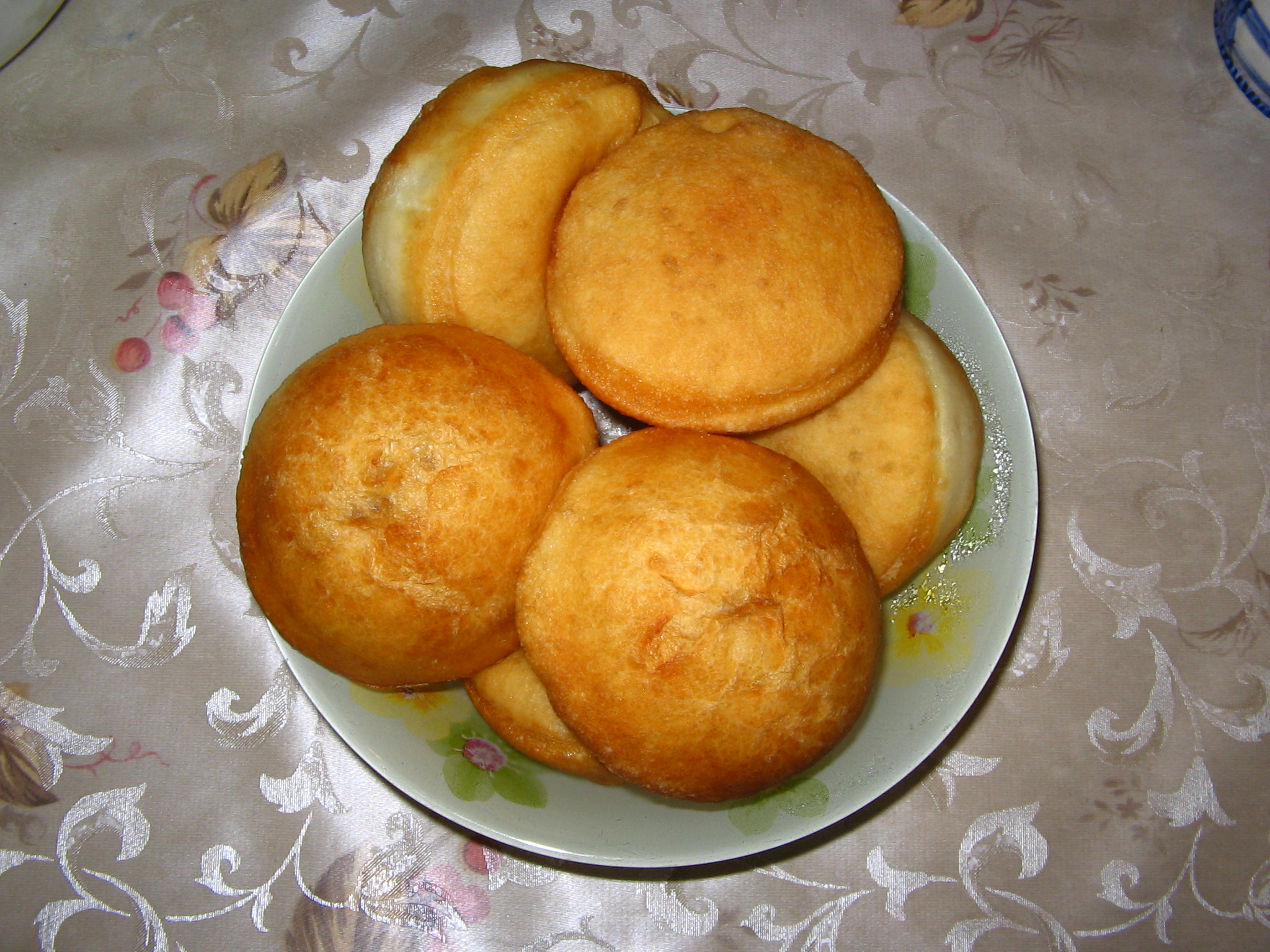
카자흐스탄의 바우으르사끄
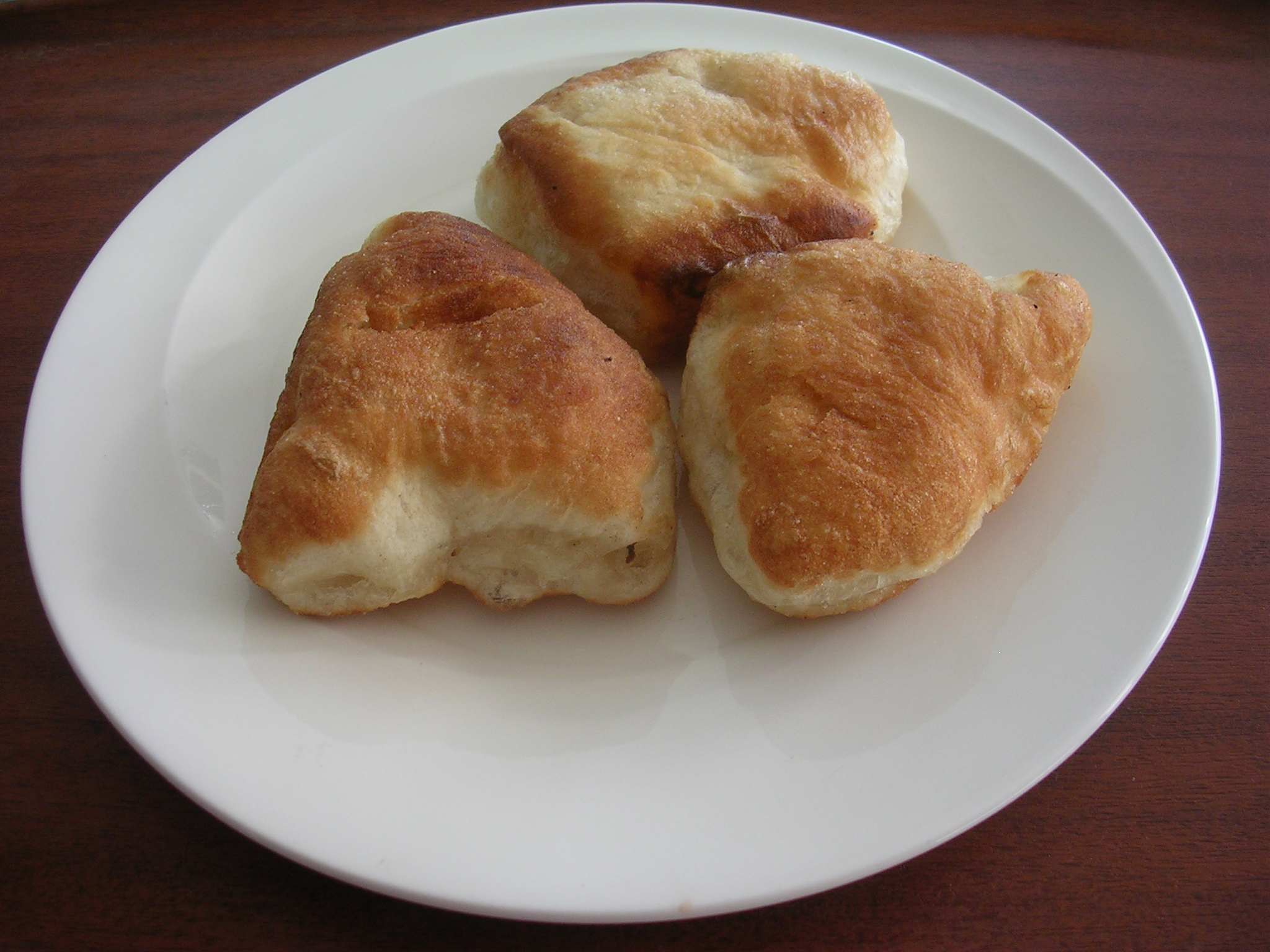
터키의 피시

## 같이 보기
- 도넛